# Lirceus hargeri
Lirceus hargeri là một loài chân đều trong họ Asellidae. Loài này được Hubricht & Mackin miêu tả khoa học năm 1949.